# Rhynchodeminae
Sous-famille
Les Rhynchodeminae sont une sous-famille de vers plats marins ou terrestres de la famille des Geoplanidae.

## Systématique
Le nom valide complet (avec auteur) de ce taxon est Rhynchodeminae Graff, 1896.

### Synonymes de Rhynchodeminae
Rhynchodeminae a pour synonyme les familles suivantes :
- Digonopylidae Fischer, 1926 ;
- Rhynchodemidae Graff, 1896.

### Sous-taxons
Selon la base de données World Register of Marine Species (20 janvier 2024), la sous-famille des Rhynchodeminae regroupe les tribus et genres suivants :
- Sous-famille des Rhynchodeminae Graff, 1896 :
  - tribu des Anzoplanini Winsor, 2006
    - genre Anzoplana Winsor, 2006
    - genre Marionfyfea Winsor, 2011

  - tribu des Argaplanini Winsor, 2011
    - genre Argaplana

  - tribu des Caenoplanini Ogren & Kawakatsu, 1991
    - genre Arthurdendyus Jones & Gerard, 1999
    - genre Artioposthia Graff, 1896
    - genre Australopacifica Ogren & Kawakatsu, 1991
    - genre Australoplana Winsor, 1991
    - genre Caenoplana Moseley, 1877
    - genre Coleocephalus Fyfe, 1953
    - genre Endeavouria Ogren & Kawakatsu, 1991
    - genre Fletchamia Winsor, 1991
    - genre Kontikia Froehlich, 1954
    - genre Lenkunya Winsor, 1991
    - genre Newzealandia Ogren & Kawakatsu, 1991
    - genre Pimea Winsor, 1991
    - genre Reomkago Winsor, 1991
    - genre Tasmanoplana Winsor, 1991
    - genre Timyma Froehlich, 1978

  - tribu des Eudoxiaotopoplanini Winsor, 2009
    - genre Eudoxiatopoplana Winsor, 2009

  - tribu des Pelmatoplanini Ogren & Kawakatsu, 1991
    - genre Beauchampius Ogren & Kawakatsu, 1991
    - genre Pelmatoplana Graff, 1896

  - tribu des Rhynchodemini Heinzel, 1929
    - genre Anisorhynchodemus Kawakatsu, Froehlich, Jones, Ogren & Sasaki, 2003
    - genre Cotyloplana Spencer, 1892
    - genre Digonopyla Fischer, 1926
    - genre Dolichoplana Moseley, 1877
    - genre Platydemus Graff, 1896
    - genre Rhynchodemus Leidy, 1851

### Synonymes, reclassements, suppressions
D'après World Register of Marine Species (20 janvier 2024) :
- Dans la tribu des Anzoplanini Winsor, 2006, le genre Fyfea Winsor, 2006 est Marionfyfea Winsor, 2011. Fyfea était déjà utilisé comme genre de gastéropode.
- Dans la tribu des Caenoplanini Ogren & Kawakatsu, 1991 :
  - Le genre Coenoplana Moseley, 1877 est Kontikia Froehlich, 1954
  - Le genre Elattodemus Haslauer-Gamisch, 1982 est Caenoplana Moseley, 1877
  - Le genre Parakontikia Winsor, 1991 est Kontikia Froehlich, 1954. C'est un synonyme junior de Kontikia Froehlich, 1955.
- Dans la tribu des Pelmatoplanini Ogren & Kawakatsu, 1991, le genre Permatoplana Kawakatsu & Basil, 1971 est Pelmatoplana Graff, 1896. C'est une erreur orthographique dans la littérature.
- La sous-famille des Anzoplaninae Winsor, 2006 est la tribu des Anzoplanini Winsor, 2006. Cela a été révisé par Sluys et al. en 2009.
- La sous-famille des Caenoplaninae Ogren & Kawakatsu, 1991 est la tribu des Caenoplanini Ogren & Kawakatsu, 1991
- La sous-famille des Eudoxiatopoplaninae Winsor, 2009 est la tribu des Eudoxiaotopoplanini Winsor, 2009
- La sous-famille des Pelmatoplaninae Ogren & Kawakatsu, 1991 est la tribu des Pelmatoplanini Ogren & Kawakatsu, 1991.

### Publication originale
(de) Ludwig von Graff, Ueber das System und die geographische Verbreitung der Landplanarien, dans Verhandlungen der Deutschen Zoologischen Gesellschaft, 1896, 61-93 [6:75-93]